# Alphonse Weicker
Alphonse Weicker (ur. 14 stycznia 1891 roku w Sandweiler, zm. w 1973 roku) – luksemburski piłkarz i bankier.
Piłkarz jeden raz wystąpił (na pozycji bramkarza) w spotkaniu piłkarskiej reprezentacji Luksemburga, 29 października 1911 roku przeciwko Francji (1:4, był to pierwszy mecz w historii reprezentacji Luksemburga). Zawodnik występował wówczas w klubie Sporting Club Luxembourg.
Weicker był także współzałożycielem w 1919 roku (wraz z Léandre Lacroix) Banque Générale du Luxembourg (od 2009 roku bank wchodzi w skład grupy BNP Paribas).
W 1960 roku Wiecker został odznaczony Krzyżem Komandorskim Orderu Korony Dębowej.
14 października 1974 roku jedną z ulic miasta Luksemburg nazwano imieniem Alphonsa Weickera.